# Manuela Velasco

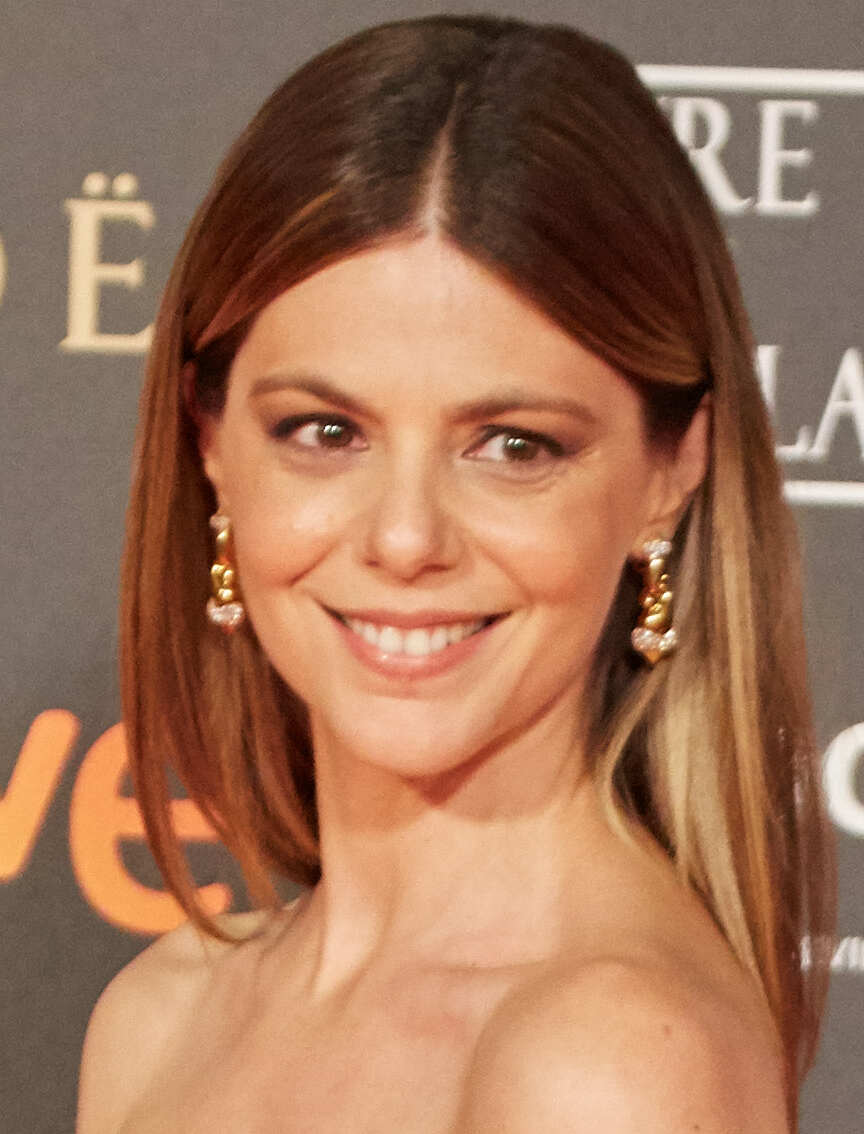
Manuela Velasco, 2019

Manuela Velasco Díez (geb. am 23. Oktober 1975 in Madrid) ist eine spanische Schauspielerin.

## Leben und Karriere
Manuela Velasco trat bereits in den 1980er-Jahren als Kinderdarstellerin auf, so 1983 in der Serie Die Schrecken des Krieges und den Spielfilmen Das Gesetz der Begierde und El juego más divertido.
2007 gelang ihr der Durchbruch mit ihrer Hauptrolle der Àngela Vidal in dem Horrorfilm REC. Für ihre Darstellung wurde sie mehrfach ausgezeichnet, darunter mit dem spanischen Filmpreis Goya im Jahr 2008. 2009 kehrte sie für die Fortsetzung REC 2 in diese Rolle zurück, sowie 2014 für den vierten Teil der Reihe REC 4: Apokalypse. Von 2014 bis 2016 war sie in Velvet zu sehen.

## Filmografie (Auswahl)
- 1983: Die Schrecken des Krieges (Miniserie)
- 1987: Das Gesetz der Begierde
- 1999: El comisario (Fernsehserie)
- 1999: Camino de Santiago (Miniserie)
- 2000: Policías, en el corazón de la calle (Fernsehserie)
- 2001: School Killer - Nacht des Grauens!
- 2001: Gente pez
- 2002–2003: Géminis, venganza de amor (Fernsehserie)
- 2003: Atraco a las 3... y media
- 2003–2005: Cuéntame Cómo Pasó (Fernsehserie)
- 2005: A tortas con la vida (Fernsehserie)
- 2007: REC
- 2007: El síndrome de Ulises (Fernsehserie)
- 2008: Sangre de mayo
- 2008: El ratón Pérez 2
- 2009: Hienas
- 2009: La chica de ayer (Fernsehserie)
- 2009: REC 2 [Rec]²
- 2009: Doctor Mateo (Fernsehserie)
- 2009: Amazing Mask (Fernsehserie)
- 2010–2011: Águila Roja (Fernsehserie)
- 2011: Amigos...
- 2011: Ángel o demonio (Fernsehserie)
- 2012: Holmes & Watson: Madrid Days
- 2012: Summertime
- 2012: El encamado
- 2014: [Rec]4: Apocalypse
- 2017–2018: Traición (Fernsehserie)
- 2018: Velvet Collection (Fernsehserie)
- 2020–2021: Amar es para siempre (Fernsehserie)
- 2022–2023: Express (Fernsehserie)
- 2023: Cuando los amos duermen
- 2023: Laura y el misterio del paciente suspicaz (Fernsehfilm)
- 2024: Valle Salvaje (Fernsehserie)

## Synchronisation
- 2023: Ficción sonora (Podcast-Serie, Synchronisation)